# Расулов Елшод Юнусович
Расулов Елшод Юнусович (узб. Elshod Rasulov Yunusovich; 7 березня 1986, Коканд, Узбецька РСР) — узбецький боксер, призер чемпіонатів світу, чемпіон Азії та Азійських ігор серед аматорів.

## Аматорська кар'єра
2004 року Елшод Расулов став чемпіоном світу серед молоді у напівсередній вазі. Того ж року завоював срібну медаль на чемпіонаті світу серед військовослужбовців.
2006 року переміг на Азійських іграх у середній вазі, здобувши у фіналі перемогу над олімпійським чемпіоном Бахтіяром Артаєвим (Казахстан).
2007 року Елшод Расулов став чемпіоном Азії, здобувши у фіналі перемогу над Віджендер Сінґхом (Індія). На чемпіонаті світу 2007 переміг двох суперників, а у 1/8 фіналу програв Архенісу Нуньєсу (Домініканська Республіка) — KO 4.
На Олімпійських іграх 2008 переміг Жан-Мікаеля Раймона (Франція) і Андраніка Акопяна (Вірменія), а у чвертьфіналі програв Еміліо Корреа (Куба) — 7-9.
Того ж 2008 року на Кубку світу з боксу програв у першому бою Андраніку Акопяну (Вірменія) — 2-12. Після цього піднявся у напівважку категорію.
На чемпіонаті Азії 2009 став чемпіоном вдруге. На чемпіонаті світу 2009 завоював срібну медаль.
- В 1/32 фіналу переміг Айнара Карлсона (Естонія) — 19-3
- В 1/16 фіналу переміг Джошуа Ндере (Кенія) — 13-2
- В 1/8 фіналу переміг Джильберто Кастільйо (Домініканська Республіка) — 11-1
- У чвертьфіналі переміг Рене Краузе (Німеччина) — 8-2
- У півфіналі переміг Абделькадера Буенья (Франція) — 8-4
- У фіналі програв Артуру Бетербієву (Росія) — 10-13

2010 року здобув другу перемогу на Азійських іграх.
На чемпіонаті світу 2011 завоював бронзову медаль.
- В 1/16 фіналу переміг Деніела Ібенкса — 22-5
- В 1/8 фіналу переміг Ямагучі Фалькао (Бразилія) — 17-12
- У чвертьфіналі переміг Ехсана Рузбахані (Іран) — 15-7
- У півфіналі програв Адільбеку Ніязимбетову (Казахстан) — 9-11

На Олімпійських іграх 2012 переміг Яхія ель Мекахарі (Туніс) і програв у чвертьфіналі майбутньому чемпіону Єгору Мехонцеву (Росія) — 15-19.
На Універсіаді 2013 Расулов здобув дві перемоги, а у півфіналі програв Дмитру Біволу (Росія).
На чемпіонаті Азії 2015 програв у фіналі Адільбеку Ніязимбетову (Казахстан), завоювавши срібну медаль.
На чемпіонаті світу 2015 завоював другу бронзову медаль.
- В 1/16 фіналу переміг Альберта Раміреса (Венесуела) — 3-0
- В 1/8 фіналу переміг Сема Карлідаж (Туреччина) — 3-0
- У чвертьфіналі переміг Адільбека Ніязимбетова (Казахстан) — 3-0
- У півфіналі програв Джо Ворду (Ірландія) — 0-3

На Олімпійських іграх 2016 програв у першому бою Джошуа Буатсі (Велика Британія) — KO.